# Полковий осавул

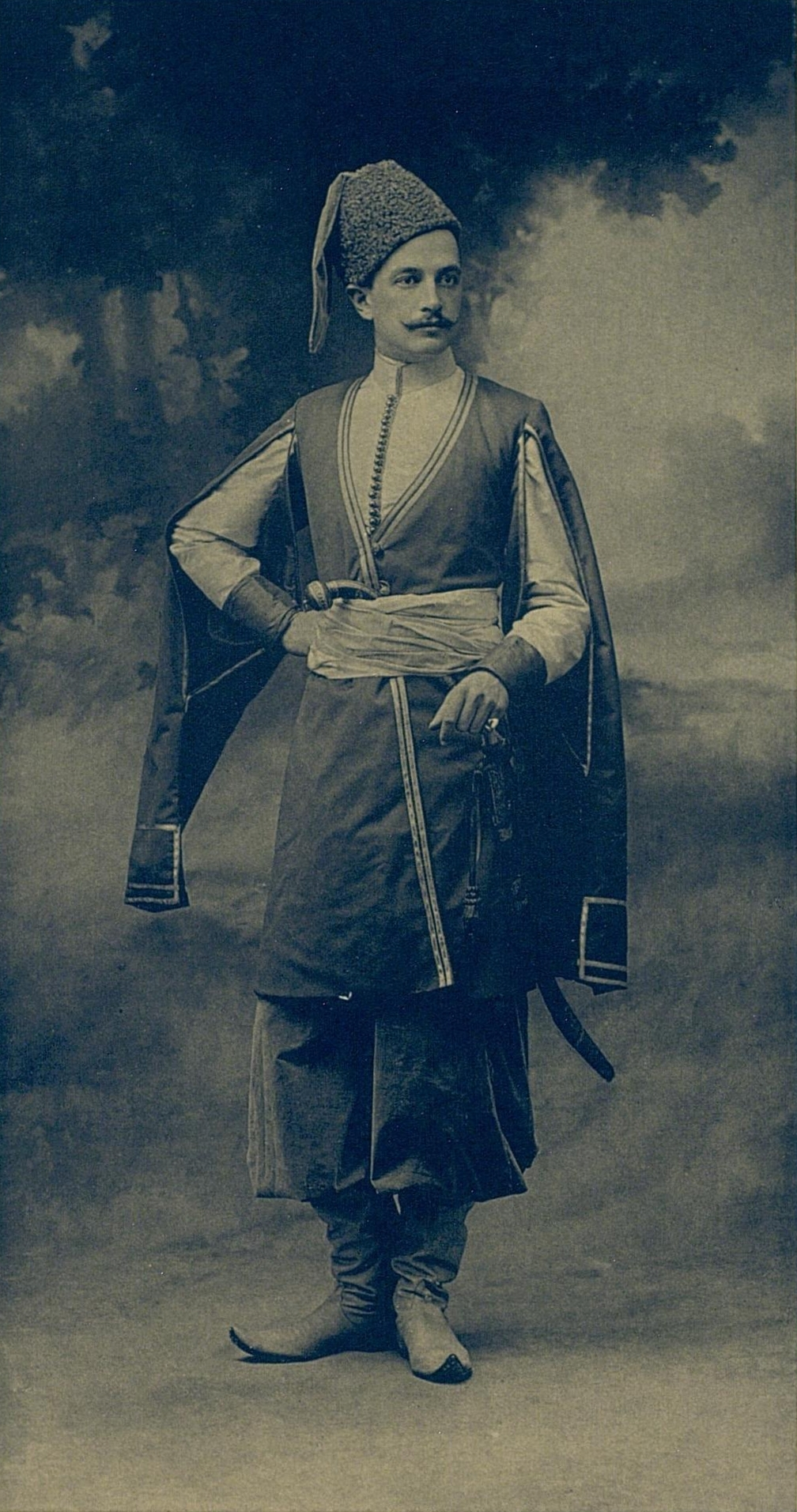
Штабс-ротмістр Ніколаєв в одязі осавула Сумського козацького полку, на костюмованому балу (1903)

Полкови́й осавул — представник військової та цивільної адміністрації полку в Гетьманщині і Слобідській Україні у другій половині XVII—XVIII ст., належав до полкової старшини.
У полку налічувалися два (рідше один) полкових осавули. Полкові осавули доглядали лад й дисципліну у полку, також мали деякі поліційні обов'язки і піклувалися полковою музикою. Полкові осавули були найближчими помічниками полковників у військових питаннях. У походах, в яких не брав участь полковник, керманичами могли бути полкові осавули, які діставали тимчасовий уряд наказного полковника. Так у 1691—1693 роках наказним полковником Охтирського полку був полковий осавул Микита Синенко (Уманець), полковником полку був Іван Іванович Перекрестов.
Полкового осавула заступав підосавул (підосавулій).
Спочатку полкові осавули обирались на полкових радах, як і вся інша полкова старшина. Однак, згодом, незважаючи, що ця посада продовжувала вважатися виборною, її займали особи, призначені полковником (за погодженням зі старшиною) та затверджені гетьманом. Призначення оформлювалось гетьманським універсалом чи полковницьким листом.
У компанійських (охотницьких), охочепіхотних та охочекомонних полках полкові осавули несли майже такі ж обов'язки, як і осавули у звичайних козацьких полках. Охотницька старшина вважалася нижче за основну козацьку старшину. Полковий осавул охотницьких полків, був менше за рангом від козацького полкового осавула й дорівнював сотнику.
Посаду полкового осавула у Слобідській Україні ліквідовано в 1765 році, у Лівобережній Україні — 1781, при чому згідно Табелю про ранги Російської імперії полкові осавули відповідали IX класу і отримували військовий чин ротмістра, чи цивільний титулярного радника. Якщо старшина не брав участі у походах, то він міг отримати чин на штабель нижче. Охотницький полковий осавул відповідав XII класу і міг розраховувати на військовий чин поручника.